# Ækvator
 For alternative betydninger, se Ækvator (flertydig). (Se også artikler, som begynder med Ækvator)
 Der er for få eller ingen kildehenvisninger i denne artikel, hvilket er et problem. Du kan hjælpe ved at angive troværdige kilder til de påstande, som fremføres i artiklen.

Den geografiske ækvator er latin for storcirklen vinkelret på jordens akse, der løber gennem den geografiske nordpol og sydpol. Denne storcirkel er den geografiske ækvator, som adskiller den nordlige og den sydlige halvkugle.
Ækvator bliver også kaldt for breddekreds 0. Længden er 40.000 km. 

## Lande og territorier på ækvator
Ækvator krydser 14 landes territorium eller territorialfarvand – fra Vestafrika og mod øst:
- São Tomé og Príncipe – gennem den lille ø Ilhéu das Rolas
- Gabon
- Republikken Congo
- Demokratiske Republik Congo
- Uganda – inklusive nogle småøer i Lake Victoria
- Kenya
- Somalia
- Maldiverne – krydser ingen øer, men passerer mellem Gaafu Dhaalu-atollen og Gnaviyani-atollen
- Indonesien – krydser mange øer, heriblandt Sumatra, Borneo, Sulawesi og Halmahera
- Kiribati – krydser ingen øer, men passerer mellem Aranuka- og Nonouti-atollerne i Gilbert Islands
- Baker Island (amerikansk uinkorporeret territorium) – passerer gennem territorialfarvandet (NB! Ækvator passerer også gennem de økonomiske zoner omkring Howland Island og Jarvis Island, men ikke gennem deres territorialfarvande)
- Ecuador (opkaldt efter ækvator) – inklusive Isabela i Galápagosøerne. Ecuadors hovedstad, Quito, ligger 13 km syd for ækvator.
- Colombia – mest gennem junglen i landets sydlige del.
- Brasilien – inklusive nogle øer i Amazonflodens munding – passerer gennem Macapá, der er hovedby i delstaten Amapá

 Ækvatorialguineas territorium ligger, til trods for navnet, ikke på ækvator, men øen Annobón ligger omkring 200 km syd for ækvator, mens resten af landet ligger nord for ækvator.